# Ruth Kligman
Ruth Kligman (Newark, 25 januari 1930 – New York, 1 maart 2010) was een Amerikaans kunstschilder. Zij was tevens de muze van verschillende Amerikaanse kunstenaars uit het midden van de 20e eeuw, zoals Jackson Pollock en Willem de Kooning. De Kooning noemde het schilderij "Ruth's Zowie" naar Kligman. 
Zij was de enige overlevende van een verkeersongeval, waarbij Pollock en Edith Metzger omkwamen. Kligman publiceerde het boek Love Affair: A Memoir of Jackson Pollock over haar relatie met Pollock. In de film Pollock uit 2000 speelde Jennifer Connelly Kligman. Kligman was zelf een abstract schilder, werkzaam in New York. Tot haar werken behoren onder meer Joan of Arc en de reeks Light and Demon.